# روخيليو مونيوث سيرنا
روخيليو مونيوث سيرنا (بالإسبانية: Rogelio Muñoz Serna)‏ هو سياسي مكسيكي، ولد في 7 ديسمبر 1943 في ولاية مكسيكو في المكسيك. حزبياً، نشط في الحزب الثوري المؤسساتي. وقد انتخب عضو مجلس النواب المكسيك.